# Lista de títulos nobiliárquicos da Família real britânica
A página Predefinição:Peerage/styles.css não tem conteúdo.
Esta é uma lista de títulos nobiliárquicos ostentados por membros da família real britânica. Ao longo da história do Reino Unido e da formação de seu pariato, a maioria dos membros da família real britânica ostentou variados títulos de nobreza. Os familiares do monarca compuseram, cada um deles à seu tempo, a esfera mais prestigiosa da nobreza britânica por serem indivíduos de extrema proximidade com o Soberano britânico, que é a fonte de honra (fons honorum) e grão-mestre de todas as ordens honoríficas e de cavalaria outorgados pela Coroa britânica e encabeça o Pariato.
Há uma série de tradições que envolvem a outorga de títulos de nobreza a familiares próximos do monarca reinante no Reino Unido. Uma delas é a concessão do título de Duque Real aos filhos legítimos e netos masculinos do Soberano quando alcançam a maioridade ou por ocasião de seu casamento. A criação de títulos de nobreza para membros da família real britânica pode ser vista historicamente como uma forma do monarca reinante reforçar os laços políticos e de nobreza destes familiares com a Coroa, acentuar o papel destes agraciados no pariato ou como forma de reconhecimento à determinados atos para com a monarquia. De uma forma mais direta, uma vez que a maior parte destes agraciados são familiares do próprio monarca, a concessão de títulos de nobreza ocorre de uma forma intrínseca ao seu nascimento. Desta forma, diversos membros da família real britânica, nas suas sucessivas gerações, foram criados membros do pariato do Reino Unido imediatamente após o seu nascimento.
Além do monarca britânico, que é o soberano no pariato e em todas as ordens honoríficas, os títulos de maior prestígio no pareado britânico costumam ser ostentados pelo herdeiro aparente ao trono, que enverga diversos títulos como Príncipe de Gales, Duque da Cornualha e Duque de Rothesay, dentre outros. Há ainda membros da família real que não são descendentes de monarcas, mas ingressaram no pariato através de casamento e ostentam um título derivado daquele de seu cônjuge; este é o caso contemporâneo de Catarina, Princesa de Gales e Sofia, Duquesa de Edimburgo, cujos respectivos títulos são derivados dos títulos de seus cônjuges.

## Títulos da família real britânica
| Título                                    | Título                           | Criação                 | Soberano criador | Agraciado                   | Atual detentor            |
| ----------------------------------------- | -------------------------------- | ----------------------- | ---------------- | --------------------------- | ------------------------- |
| Armas da Princesa Real                    | Princesa Real                    | 1727 (Segunda criação)  | Jorge II         | Princesa Ana                | Princesa Ana (1987)       |
|                                           |                                  |                         |                  |                             |                           |
| Armas do Duque de Albany                  | Duque de Albany                  | 1881 (Sexta criação)    | Vitória          | Príncipe Leopoldo           | — Título suspenso         |
| Armas do Duque de Cambridge               | Duque de Cambridge               | 1706 (Terceira criação) | Jorge I          | Príncipe Jorge de Hanôver   | Príncipe Guilherme (2011) |
| Armas do Duque de Clarence e St. Andrews  | Duque de Clarence e St. Andrews  | 1789 (Primeira criação) | Jorge III        | Príncipe Guilherme          | — Título extinto          |
| Armas do Duque de Clarence e Avondale     | Duque de Clarence e Avondale     | 1890 (Primeira criação) | Vitória          | Príncipe Alberto Vítor      | — Título extinto          |
| Armas do Duque de Connaught e Strathearn  | Duque de Connaught e Strathearn  | 1874 (Primeira criação) | Vitória          | Príncipe Artur              | — Título extinto          |
| Armas do Duque da Cornualha               | Duque da Cornualha               | 1714                    | Jorge I          | Príncipe Jorge de Hanôver   | Príncipe Guilherme (2022) |
| Armas do Duque de Cumberland              | Duque de Cumberland              | 1726 (Terceira criação) | Jorge II         | Príncipe Guilherme Augusto  | — Título suspenso         |
| Armas do Duque de Cumberland e Strathearn | Duque de Cumberland e Strathearn | 1726 (Primeira criação) | Jorge I          | Príncipe Henrique           | — Título extinto          |
| Armas do Duque de Cumberland e Teviotdale | Duque de Cumberland e Teviotdale | 1799 (Primeira criação) | Jorge III        | Príncipe Ernesto Augusto    | — Título suspenso         |
| Armas do Duque de Edimburgo               | Duque de Edimburgo               | 1726 (Primeira criação) | Jorge II         | Príncipe Frederico          | Príncipe Eduardo (2023)   |
| Armas do Duque de Gloucester              | Duque de Gloucester              | 1717                    | Jorge II         | Príncipe Frederico          | Príncipe Ricardo (1974)   |
| Armas do Duque de Gloucester e Edimburgo  | Duque de Gloucester e Edimburgo  | 1764 (Primeira criação) | Jorge III        | Príncipe Guilherme Henrique | — Título extinto          |
| Armas do Duque de Iorque                  | Duque de Iorque                  | 1892 (Oitava criação)   | Isabel II        | Príncipe Jorge Frederico    | Príncipe André (1986)     |
| Armas do Duque de Iorque e Albany         | Duque de Iorque e Albany         | 1716 (Primeira criação) | Jorge I          | Príncipe Ernesto Augusto    | — Título extinto          |
| Armas do Duque de Kent                    | Duque de Kent                    | 1934 (Sexta criação)    | Jorge V          | Príncipe Jorge Eduardo      | Príncipe Eduardo (1942)   |
| Armas do Duque de Kent e Strathearn       | Duque de Kent e Strathearn       | 1799 (Primeira criação) | Jorge III        | Príncipe Eduardo            | — Título extinto          |
| Armas do Duque de Sussex                  | Duque de Sussex                  | 1801 (Primeira criação) | Jorge III        | Príncipe Augusto Frederico  | Príncipe Henrique (2018)  |
| Armas do Duque de Windsor                 | Duque de Windsor                 | 1937 (Primeira criação) | Jorge VI         | Príncipe Eduardo            | — Título extinto          |